# Palmiano
Palmiano (im lokalen Dialekt: Palmià) ist eine italienische Gemeinde (comune) mit 158 Einwohnern (Stand 31. Dezember 2023) in der Provinz Ascoli Piceno in den Marken. Die Gemeinde liegt etwa elf Kilometer nordwestlich von Ascoli Piceno und gehört zur Comunità Montana del Tronto.